# Meyronnes
Meyronnes korábbi község (település) Franciaországban, Provence-Alpes-Côte d’Azur régió Alpes-de-Haute-Provence megyéjében. 
2016. január 1-jén Larche községgel egyesült és delegált községként Val d’Oronaye új község része lett.
Lakosainak száma 62 fő (2018. január 1.). Meyronnes La Condamine-Châtelard, Jausiers, Larche, Saint-Paul-sur-Ubaye, Acceglio és Val-d'Oronaye községekkel határos.

## Népesség
A település népességének változása:
| Lakosok száma | 32   | 31   | 31   | 48   | 71   | 77   | 57   | 60   | 63   | 62   |
|               | 1962 | 1968 | 1982 | 1990 | 2006 | 2008 | 2013 | 2015 | 2017 | 2018 |